# Vương triều thứ Hai của Ai Cập

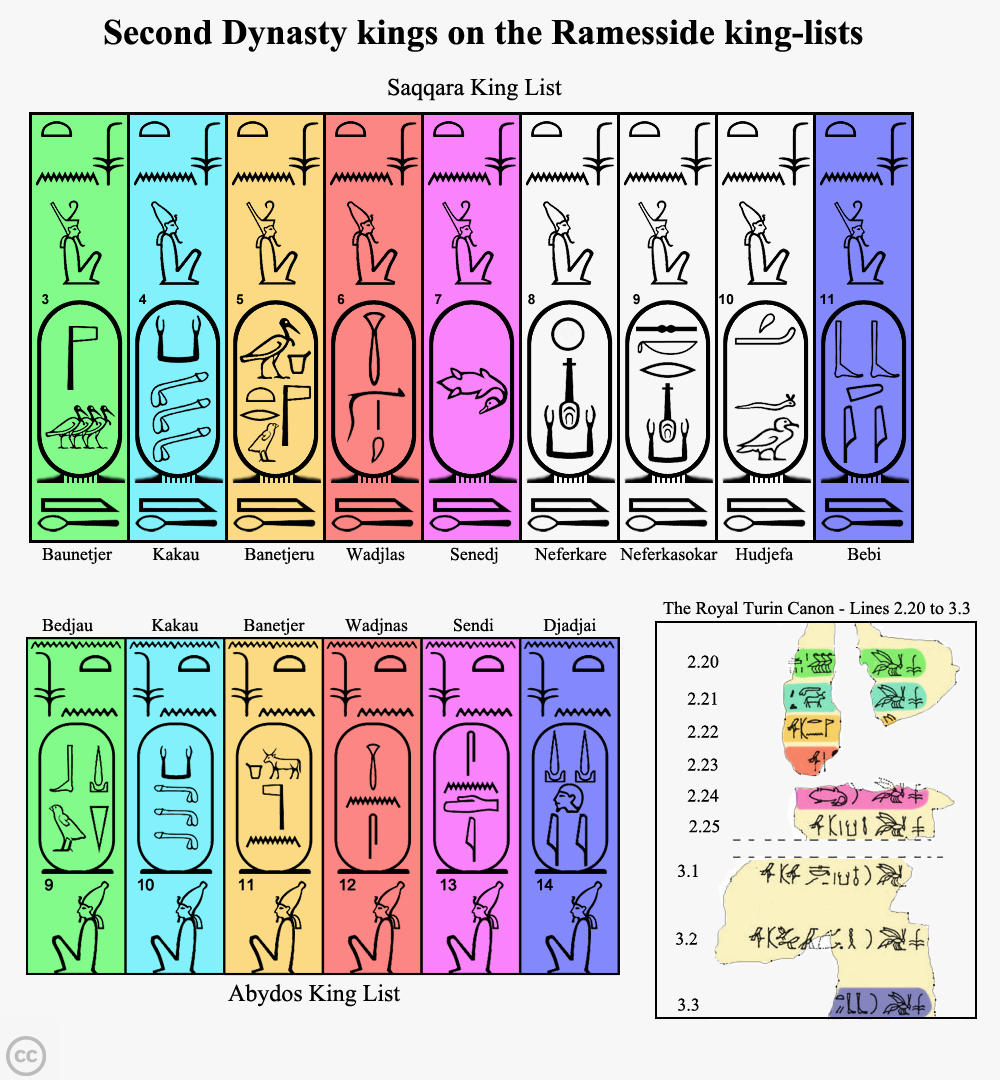
Danh sách các pharaon của Vương triều thứ Hai theo Danh sách Vua Saqquara và Danh sách Vua Abydos.

Vương triều thứ Hai của Ai Cập cổ đại (ký hiệu: Vương triều thứ II, từ khoảng năm 2890 – khoảng 2686 TCN ) là triều đại cuối cùng trong hai triều đại thuộc Thời kỳ Sơ triều đại của Ai Cập. Vào giai đoạn này kinh đô của vương quốc được đặt tại Thinis. Vương triều này được biết đến nhiều nhất qua vị pharaon cuối cùng của nó, Khasekhemwy, thời đại này được coi là một trong những giai đoạn đen tối, ẩn khuất nhất của lịch sử Ai Cập cổ đại.
Mặc dù các bằng chứng khảo cổ học của thời đại này hiện nay còn lại rất ít ỏi, những nguồn sử liệu trái ngược nhau có nguồn gốc từ Vương triều thứ Nhất và Vương triều thứ Ba đã cho thấy những thay đổi quan trọng về bộ máy chính trị và sự phát triển về kinh tế dưới vương triều thứ Hai.

## Các vị vua
Tên của các vua thực sự thuộc vương triều thứ Hai hiện đang nằm trong vòng tranh luận. Các nguồn sử liệu gần như đều đã đi đến một sự thống nhất chung về năm vị vua đầu tiên thuộc vương triều này. Các vị vua đó là:
| Tên                                           | Số năm trị vì       |
| --------------------------------------------- | ------------------- |
| Hotepsekhemwy                                 | 38                  |
| Raneb (có thể là cùng một người với Weneg)    | khoảng từ 10 đến 14 |
| Nynetjer                                      | 40                  |
| Senedj (có thể cùng một người với "Horus Sa") | 20                  |

Tuy nhiên, danh tính của hai hoặc ba vị vua tiếp theo lại không rõ ràng. Chúng ta có thể biết được tên Horus hoặc tên Nebty và tên được đặt lúc sinh ra của các vị vua này, tuy nhiên họ có thể là các vị vua hoàn toàn khác nhau hoặc có thể là những tên gọi truyền thuyết mà chúng ta có thể không bao giờ biết được.
| Người được đề xuất là đã cai trị như một vị vua | Danh sách vua của Manetho |
| ----------------------------------------------- | ------------------------- |
| Seth-Peribsen                                   | Kaires                    |
| Nepherkheres                                    |                           |
| Sekhemib-Perenmaat                              | Sesokhris                 |

| Tên         | Số năm trị vì |
| ----------- | ------------- |
| Khasekhemwy | 17–18         |

Mặc dù Manetho tuyên bố rằng kinh đô của vương quốc được đặt tại Thinis, giống như dưới Vương triều thứ Nhất, có ít nhất ba vị vua đầu tiên đã được chôn cất tại Saqqara, điều này cho thấy trung tâm quyền lực đã được di chuyển tới Memphis. Ngoài điều này ra, chỉ còn rất ít những ghi chép về các sự kiện diễn ra trong thời kỳ này bởi vì những ghi chép hàng năm trên tấm bia đá Palermo chỉ kéo dài đến cuối triều đại của Nebra và một phần triều đại của Nynetjer. Một sự kiện quan trọng có thể đã xảy ra dưới triều đại của Khasekhemwy. Nhiều nhà Ai Cập học đã cố gắng đọc tên của ông ta, Khasekhemwy, với nghĩa là "Hai vùng đất hồi sinh"; Có thể mang ý nghĩa kỉ niệm sự thống nhất của Thượng và Hạ Ai Cập.